# Inspektorat Mielec Armii Krajowej
Inspektorat Mielec AK – terenowa struktura Podokręgu Rzeszów wchodząca w skład Okręgu Kraków AK.
Organizatorem Inspektoratu, pierwszym kierownikiem do 25 lutego 1944 był mjr Walerian Tumanowicz. Później funkcję komendanta inspektoratu pełnili Feliks Korczyński ps. „Stef” (IV-VII 1944), mjr Tadeusz Zieliński ps. „Obuch” (VI 1944-II 1945).

## Skład organizacyjny
- Obwód Kolbuszowa (do lipca 1942)
- Obwód Mielec
- Obwód Nisko
- Obwód Sandomierz (od października 1944 do stycznia 1945)
- Obwód Tarnobrzeg

## Upamiętnienie
Tradycje inspektoratu kultywuje 3 Podkarpacka Brygada Obrony Terytorialnej.